# Reale polizia thailandese
La Reale polizia thailandese, nota ufficialmente come Dipartimento di polizia nazionale (สำนักงานตำรวจแห่งชาติ) del Regno di Thailandia, è formata da diversi reparti.

## Storia
Nata come Dipartimento di polizia nazionale del Siam, faceva parte del Ministero dell'Interno ed era un'unica agenzia il cui potere ha spesso rivaleggiato con quello del Reale esercito. Oltre alle normali funzioni di polizia, il dipartimento si occupava di reprimere eventuali ribellioni. In caso di invasione del Paese, la maggior parte dei suoi effettivi dovevano rispondere agli ordini del Ministero della Difesa.
Fu in origine organizzata secondo il modello della Polizia imperiale giapponese (la polizia del Giappone fino alla seconda guerra mondiale), ed è stata più volte ristrutturata nel corso degli anni. A partire dal 1951, quando nei Paesi vicini stava scemando il potere dei colonizzatori dell'Indocina francese in favore dei movimenti di liberazione di ispirazione comunista, gli Stati Uniti inviarono in Thailandia istruttori e consiglieri per addestrare la polizia locale. La presenza americana si protrasse fino alla metà degli anni settanta e contribuì a modernizzare il dipartimento, che in tale periodo divenne più potente e determinante.
Il quartier generale della polizia è sempre rimasto a Bangkok, dove operava la Polizia metropolitana, mentre nelle altre zone erano presenti anche altre unità come la Polizia provinciale e la Polizia di pattugliamento frontiera. Altre unità minori operavano sotto la supervisione dell'Ufficio centrale investigativo. Nel 1987, il personale del dipartimento era composto da un totale di 100.000 effettivi, dei quali circa la metà facevano parte della Polizia provinciale, 40.000 della Polizia di pattugliamento frontiera e oltre 10.000 della Polizia metropolitana. Il comando era affidato al direttore generale, che aveva il rango di generale ed era coadiuvato da tre vice-direttori e cinque assistenti, tutti con il grado di tenente generale. Quasi tutti i gradi degli ufficiali di polizia sono uguali a quelli corrispondenti dell'esercito.
Nel 1998, il dipartimento è stato trasferito dal Ministero dell'Interno al dicastero chiamato Ufficio del primo ministro ed ha assunto la denominazione odierna di Reale polizia thailandese, mentre il posto di comando ha assunto il nome di commissario generale.

## Struttura
La polizia thailandese si suddivide oggi in diverse regioni e servizi.
- Quartier generale - Bangkok
  - Commissario generale della Reale polizia thailandese
- Divisione di Polizia di pattugliamento frontiera composta da 40.000 paramilitari
  - Divisione di stato maggiore
  - Divisione di addestramento tattico
  - Divisione di supporto
  - Ospedale Nawutti Somdejya
  - Centro degli Scout del villaggio
  - Centro di addestramento anti-guerriglia
  - 4 Distretti
  - Unità di rinforzo aeromobile
  - Addestramento truppe aviotrasportate
  - Unità anti-terrorismo Naresuan 261
  - Unità di soccorso aeronavale
- Ufficio centrale di investigazione - quartier generale per le attività di coordinazione che assiste su scala nazionale le divisioni provinciali e metropolitana nella prevenzione e soppressione delle attività criminali e nella salvaguardia dell'ordine pubblico
  - Varie unità speciali, tra cui la polizia ferroviaria, marittima, stradale e forestale
  - 5 divisioni speciali per l'assistenza nelle investigazione e prevenzione dei crimini
    - L'unità di emergenza della divisione 1 si occupa di indagini relative a rivolte e turbative dell'ordine pubblico, sabotaggi, contraffazione, gioco d'azzardo illegale, frodi, traffico di stupefacenti, attività di organizzazioni criminali.
    - La branca speciale, chiamata da alcuni 'squadra politica', si occupa di attività sovversive, protezione dei VIP, ed è la maggiore organizzazione di intelligence della polizia
    - L'archivio criminale custodisce la documentazione utilizzata dalla polizia, tra cui i dossier e le impronte digitali di criminali e sospetti
    - Laboratorio di polizia scientifica
    - Ufficio del registro per armi, automobili, case da gioco ecc.
- Ufficio immigrazione
- Ufficio narcotici
- Ufficio logistica
  - Divisione aeromobile, responsabile per la flotta di elicotteri ed aerei leggeri della polizia
- Ufficio per la sicurezza della corte reale
  - Unità di protezione del principe della corona (erede al trono)
- Divisione di polizia provinciale, la divisione con il maggior numero di effettivi, organizzati in quattro aree regionali di intervento con responsabilità simili alle analoghe aree regionali dell'esercito. La riorganizzazione di fine anni ottanta ha dato più autonomia ai comandanti di tali aree, affidandogli il controllo della polizia ferroviaria, stradale, marittima e forestale senza dover rispondere all'Ufficio Centrale di Investigazione. La polizia provinciale è presente in tutti i centri abitati ad eccezione di Bangkok e delle zone di confine, ed è suddivisa in 10 distretti che controllano le 75 province del Paese.
  - Addestramento Chaiya
  - Unità per operazioni speciali
- Branca speciale 191
  - Unità per operazioni speciali Arintharat 26
- Ufficio di istruzione della polizia
- Polizia turistica, i cui ufficiali sono incaricati principalmente di stilare le denunce dei turisti ma non svolgono indagini
  - Addestramento
- Divisione per l'immigrazione
- Divisione marittima
- Polizia metropolitana, responsabile delle operazioni a Bangkok e suddivisa in tre divisioni geografiche. La sezioneaddetta al traffico cittadino presta anche servizio di scorta per il re e i principali dignitari e svolge operazioni di controllo e prevenzione anti-sommossa.

## Uniformi
Le uniformi della Polizia reale thailandese variano notevolmente a seconda del grado, della regione e del tipo di mansione svolta. Tra i poliziotti, le uniformi tendono ad assomigliare a quelle dell'esercito piuttosto che a quelle convenzionali della polizia.
Considerati parte della "divisa" della polizia, tutti gli agenti maschi sono tenuti a radersi i lati e la parte posteriore della testa, lasciando un breve taglio di capelli sulla parte superiore, da cui il nome comune, o "tre lati bianchi". I modelli per il taglio di capelli sono le guardie reali che proteggono il re Vajiralongkorn. Sono noti per i loro tagli di capelli corti, richiesti dal monarca.

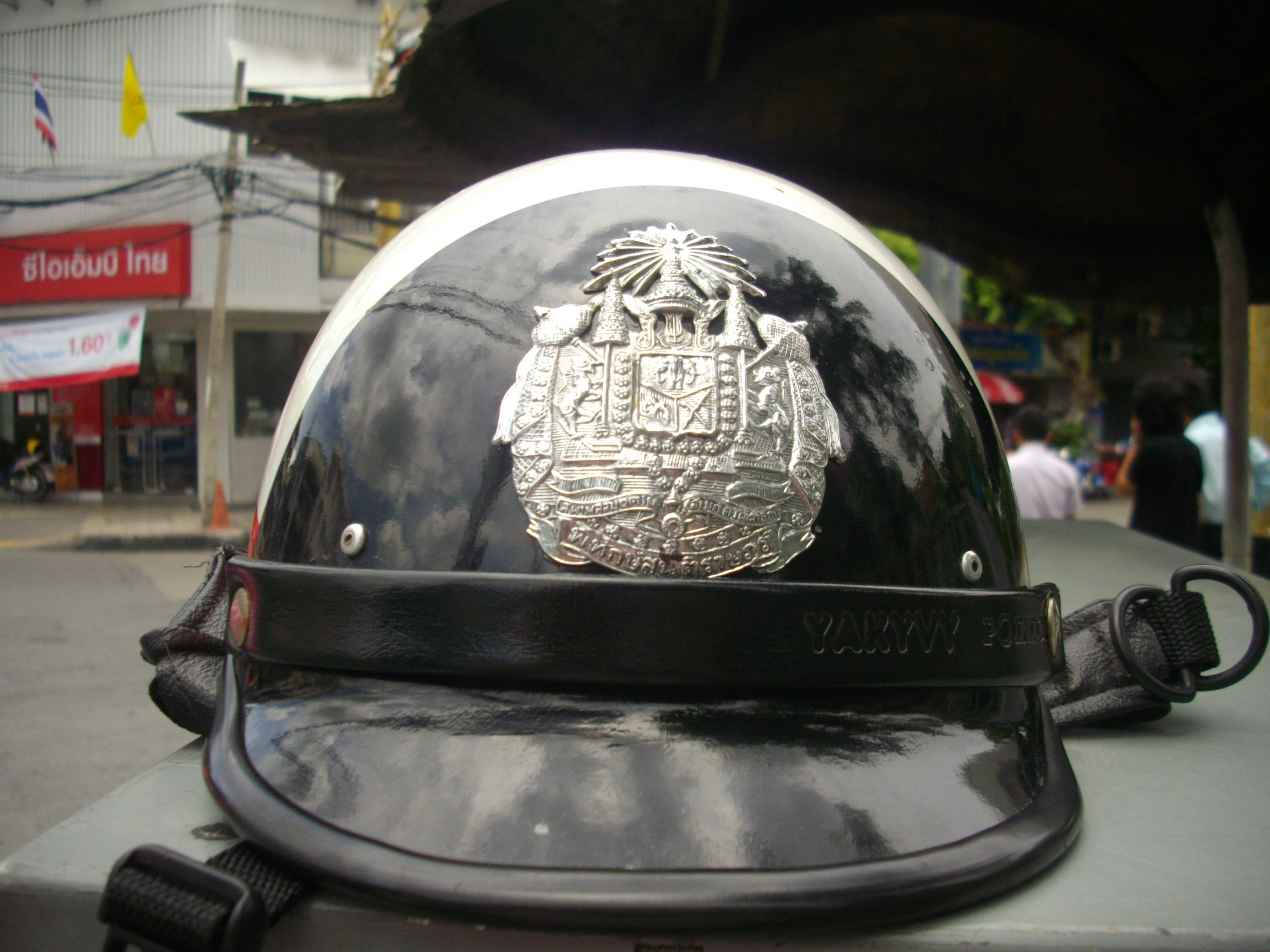
Un casco per la polizia stradale a Bangkok, in Thailandia, il 31 agosto 2010.
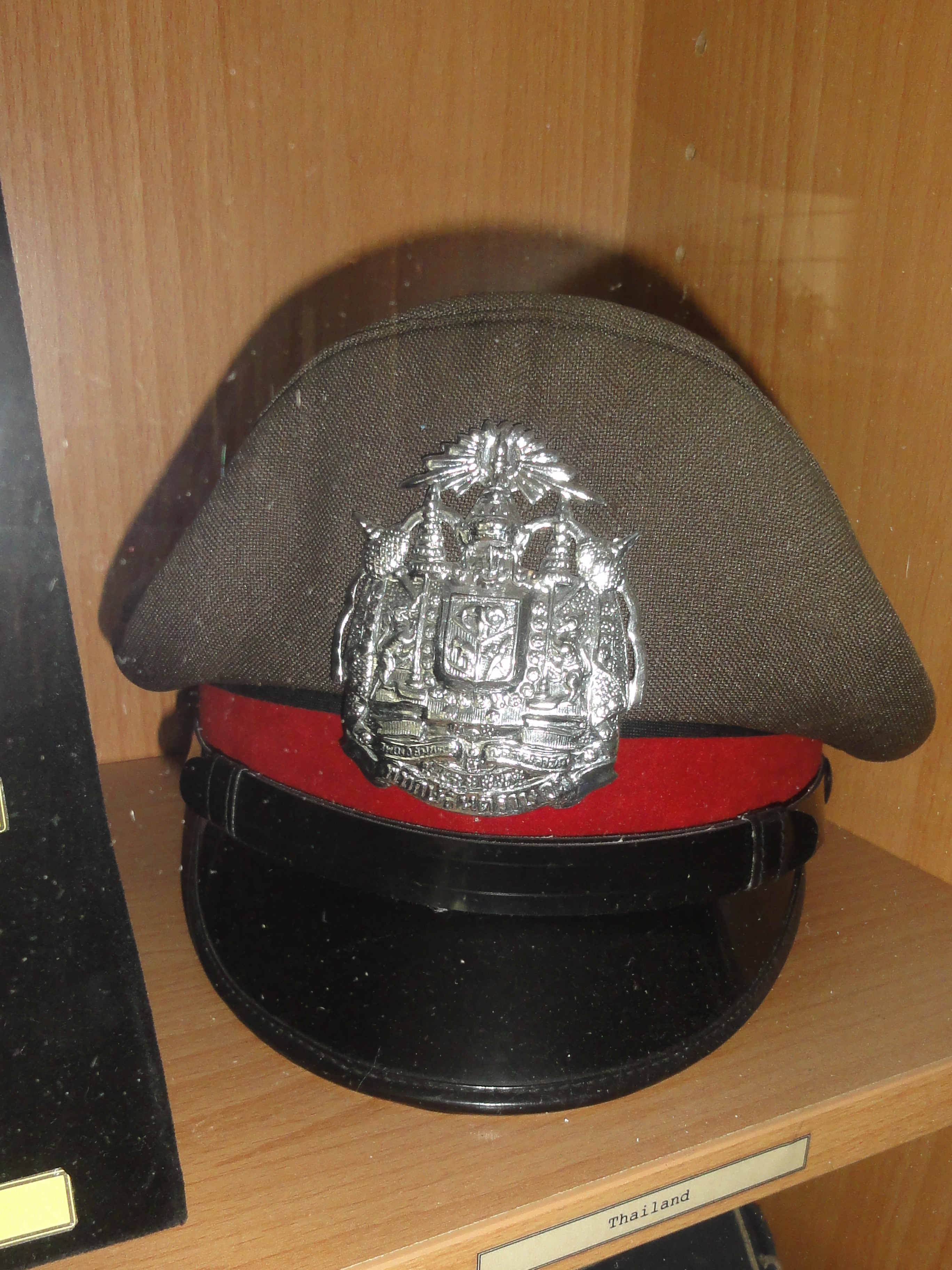
Cappello della polizia reale thailandese.
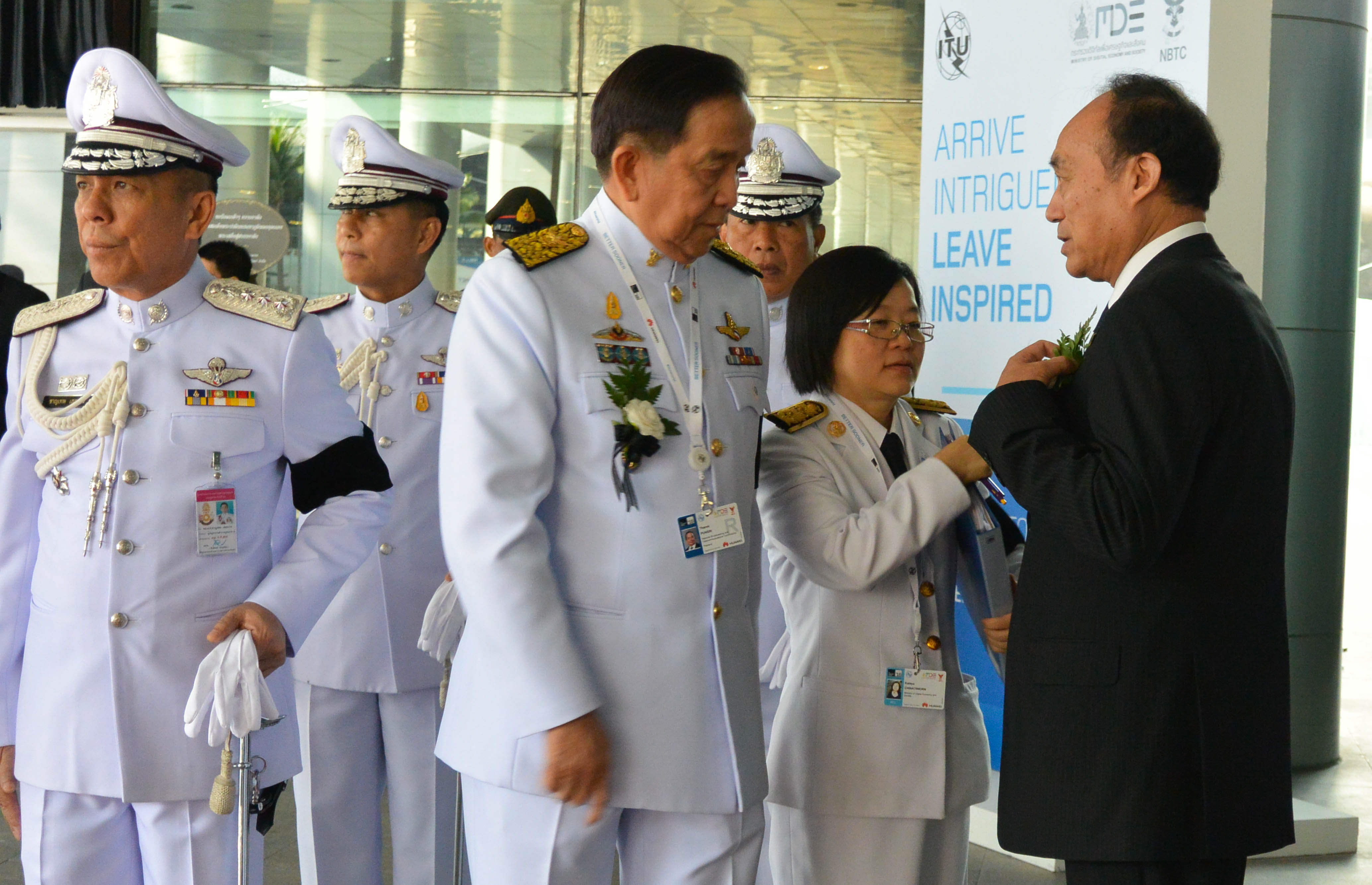
Uniforme bianca normale della polizia reale thailandese.
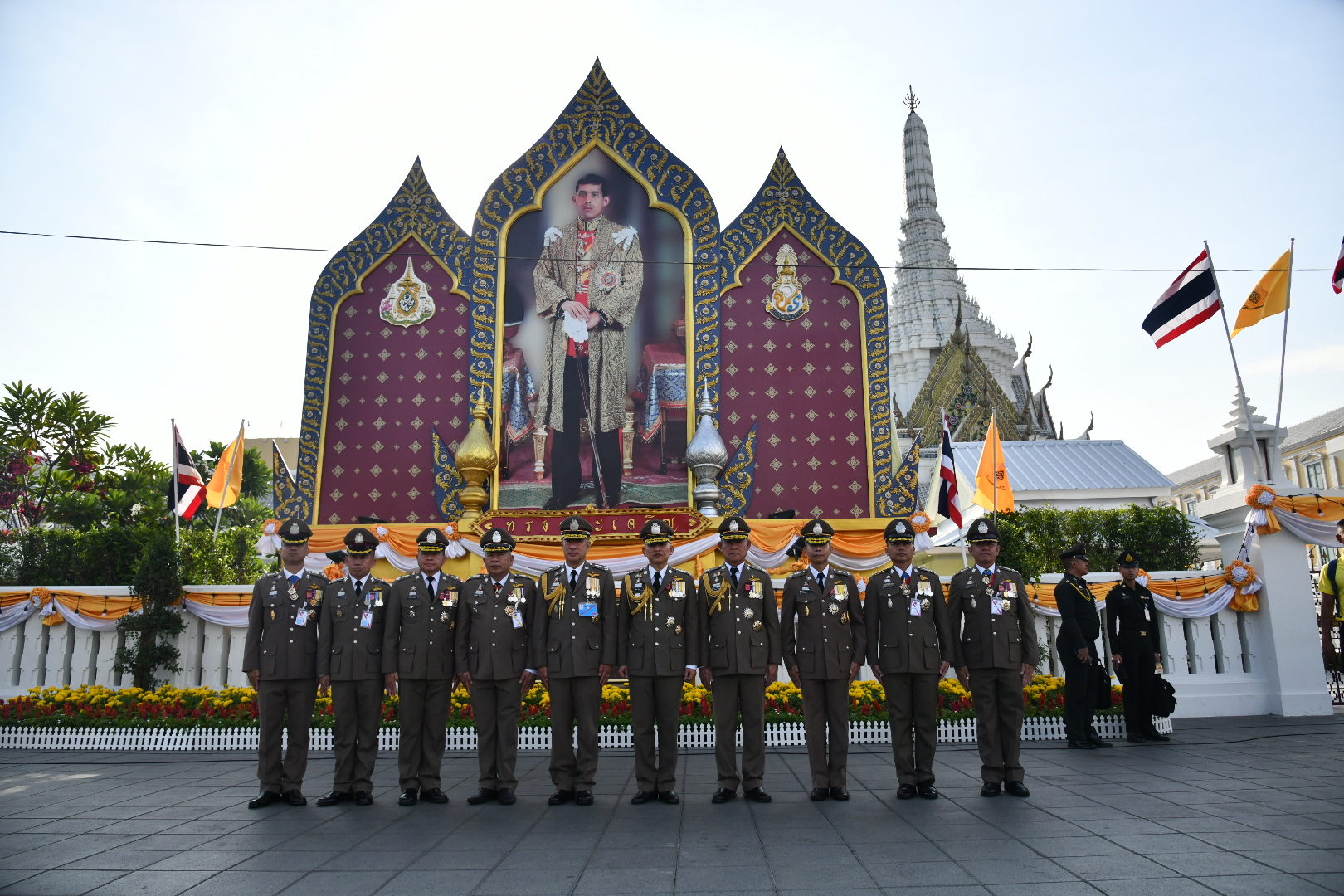
Uniforme intera grigia della polizia reale thailandese.
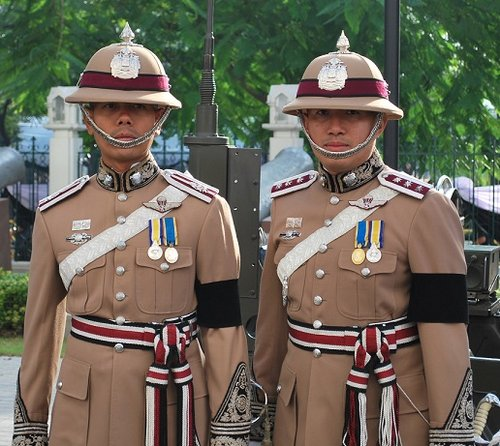
Uniforme kaki da ufficiale commissionato thailandese.
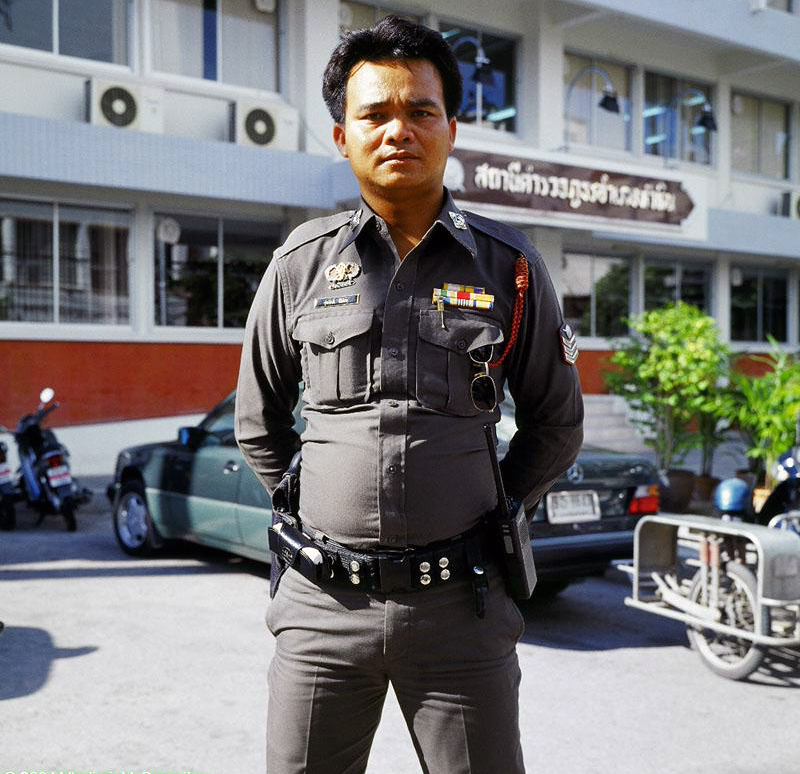
Uniforme da ufficiale di polizia reale thailandese.
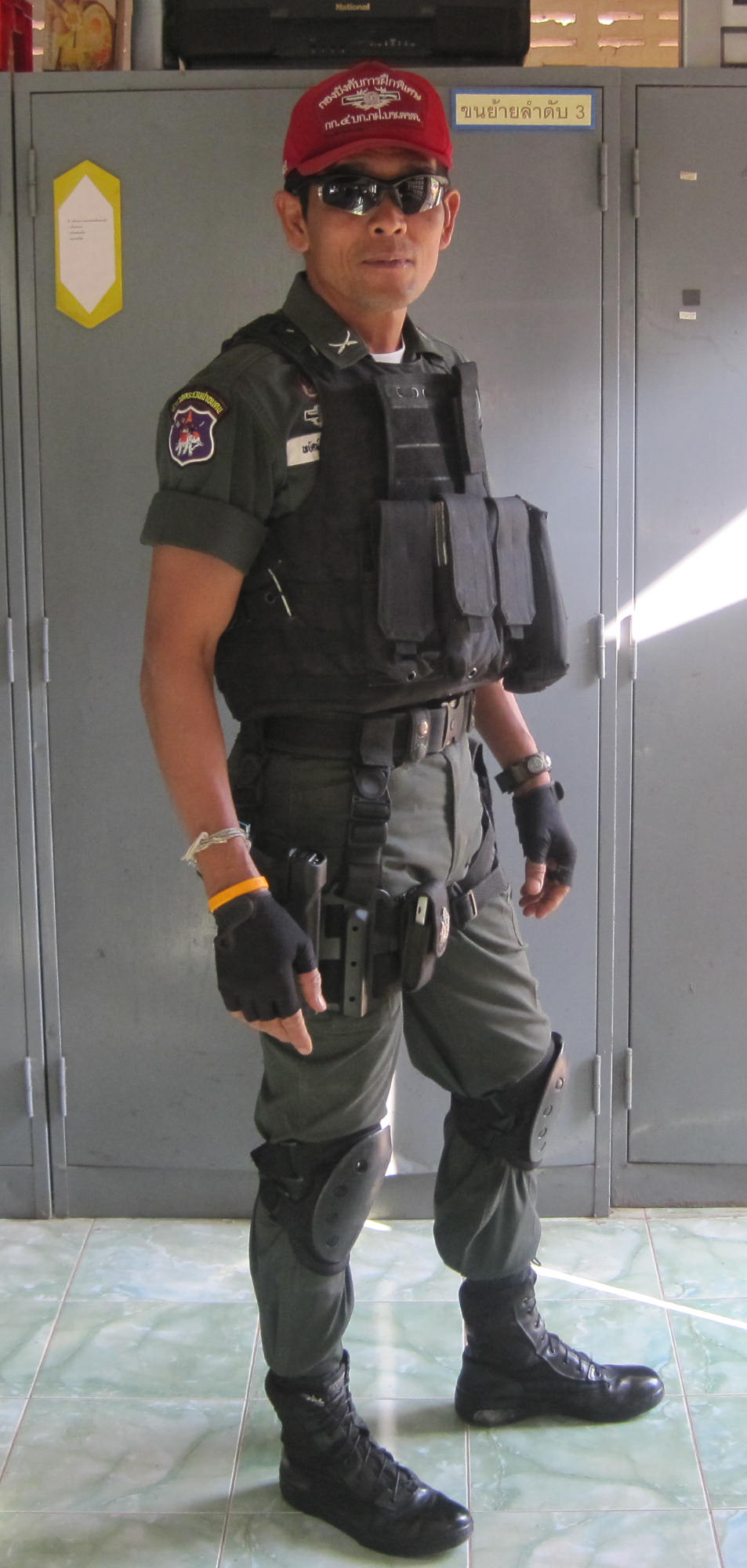
Uniforme da campo della polizia di frontiera
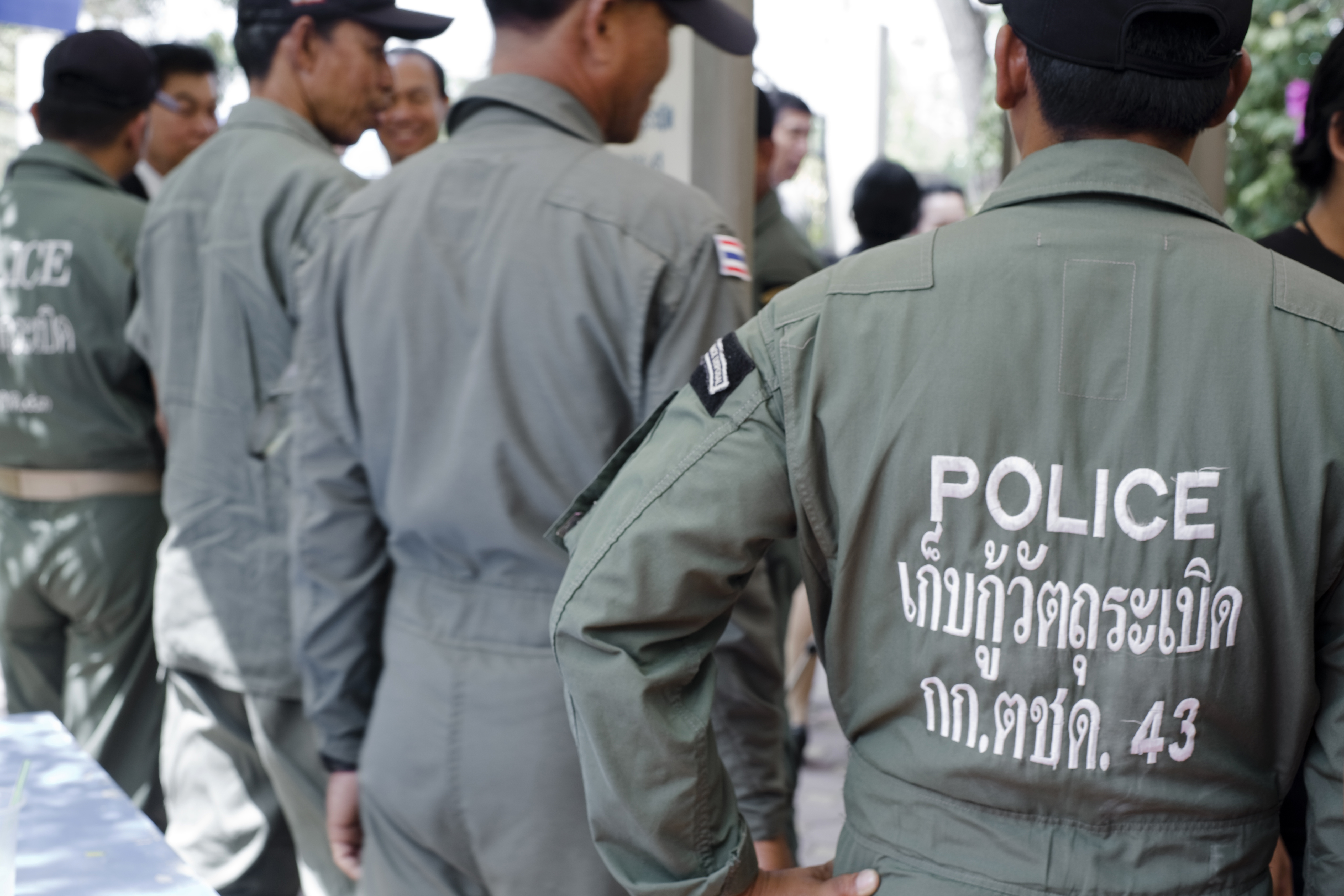
Uniforme della polizia EOD
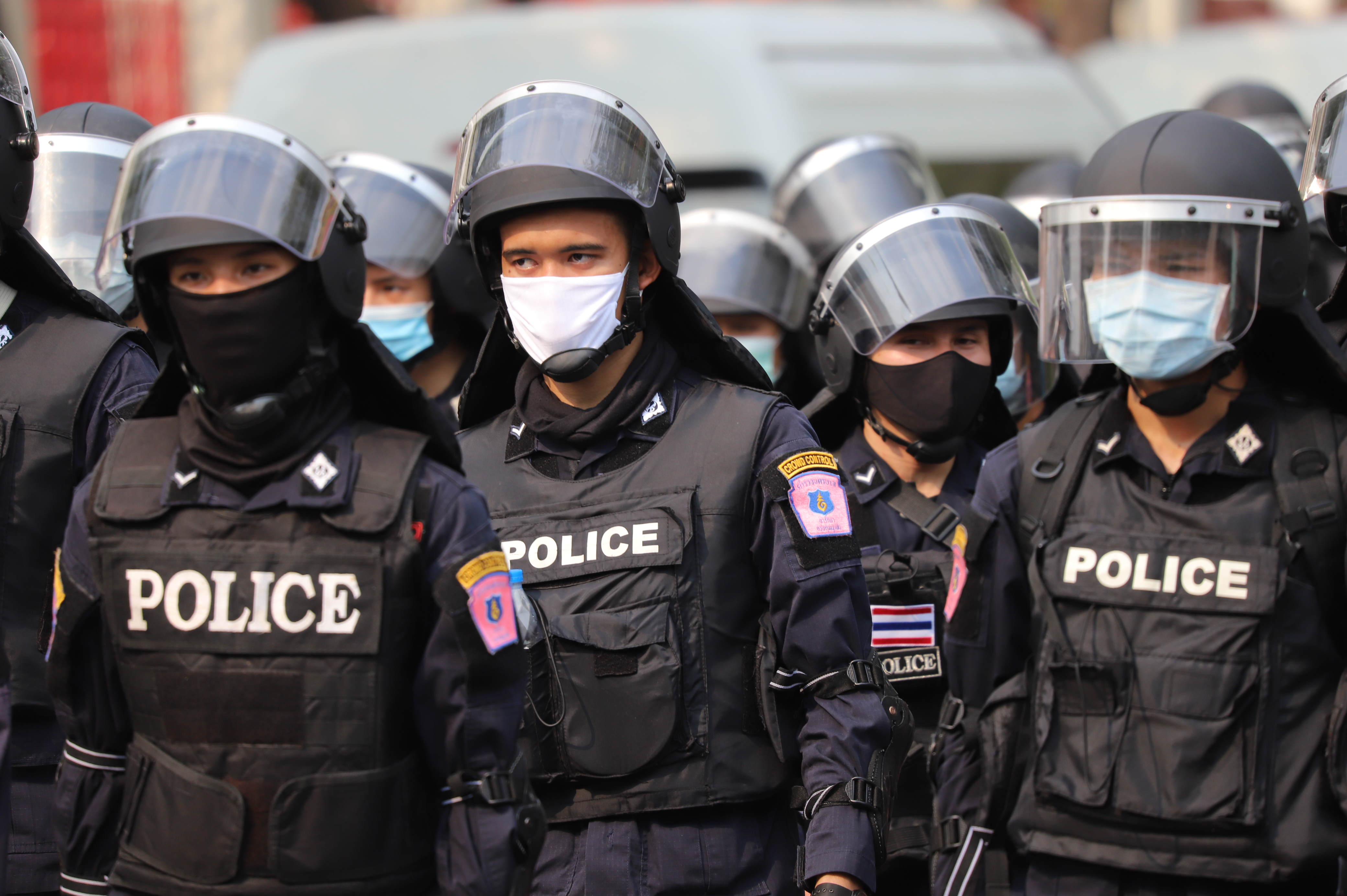
Uniforme antisommossa del PCCD